# UFC 54
UFC 54: Boiling Point（ユーエフシー・フィフティフォー：ボイリング・ポイント）は、アメリカ合衆国の総合格闘技団体「UFC」の大会の一つ。2005年8月20日、ネバダ州ラスベガスのMGMグランド・ガーデン・アリーナで開催された。

## 大会概要
メインイベントのUFC世界ライトヘビー級タイトルマッチでは、王者チャック・リデルが挑戦者ジェレミー・ホーンを降し、6年半越しのリベンジを果たし王座の初防衛に成功した。

## 試合結果

### プレリミナリィカード
第1試合 ライトヘビー級 5分3R
○  ジェームス・アーヴィン vs.  テリー・マーティン ×
2R 0:09 KO（跳び膝蹴り）
第2試合 ミドル級 5分3R
○  トレヴァー・プラングリー vs.  トラヴィス・ルター ×
3R終了 判定3-0（30-27、30-27、30-27）
第3試合 ミドル級 5分3R
○  マット・リンドランド vs.  ジョー・ドークセン ×
3R終了 判定3-0（30-27、29-28、30-27）

### メインカード
第4試合 ウェルター級 5分3R
○  ジョルジュ・サンピエール vs.  フランク・トリッグ ×
1R 4:09 チョークスリーパー
第5試合 ウェルター級 5分3R
○  ディエゴ・サンチェス vs.  ブライアン・ガサウェイ ×
2R 1:56 ギブアップ（パウンド）
第6試合 ライトヘビー級 5分3R
○  ランディ・クートゥア vs.  マイク・ヴァン・アースデイル ×
3R 0:52 スピニングチョーク
第7試合 ヘビー級 5分3R
○  ティム・シルビア vs.  トレイ・テリグマン ×
1R 4:59 KO（左ハイキック）
第8試合 UFC世界ライトヘビー級タイトルマッチ 5分5R
○  チャック・リデル vs.  ジェレミー・ホーン ×
4R 2:46 TKO（レフェリーストップ：棄権）
※リデルが王座の初防衛に成功